# Zanthoxylum davyi
Zanthoxylum davyi är en vinruteväxtart som först beskrevs av Verdoorn, och fick sitt nu gällande namn av Alma May Waterman. Zanthoxylum davyi ingår i släktet Zanthoxylum och familjen vinruteväxter. Inga underarter finns listade i Catalogue of Life.